# 季吉利河
季吉利河是俄羅斯的河流，位於堪察加半島，河道全長約300公里，流域面積17,800平方公里，河水主要來自地下水，最終注入舍利霍夫灣，是鮭魚的產卵地。